# ヴォイチツェ (スロバキア)

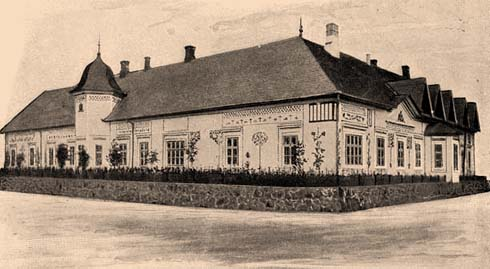
ヴォイチェ狩猟城

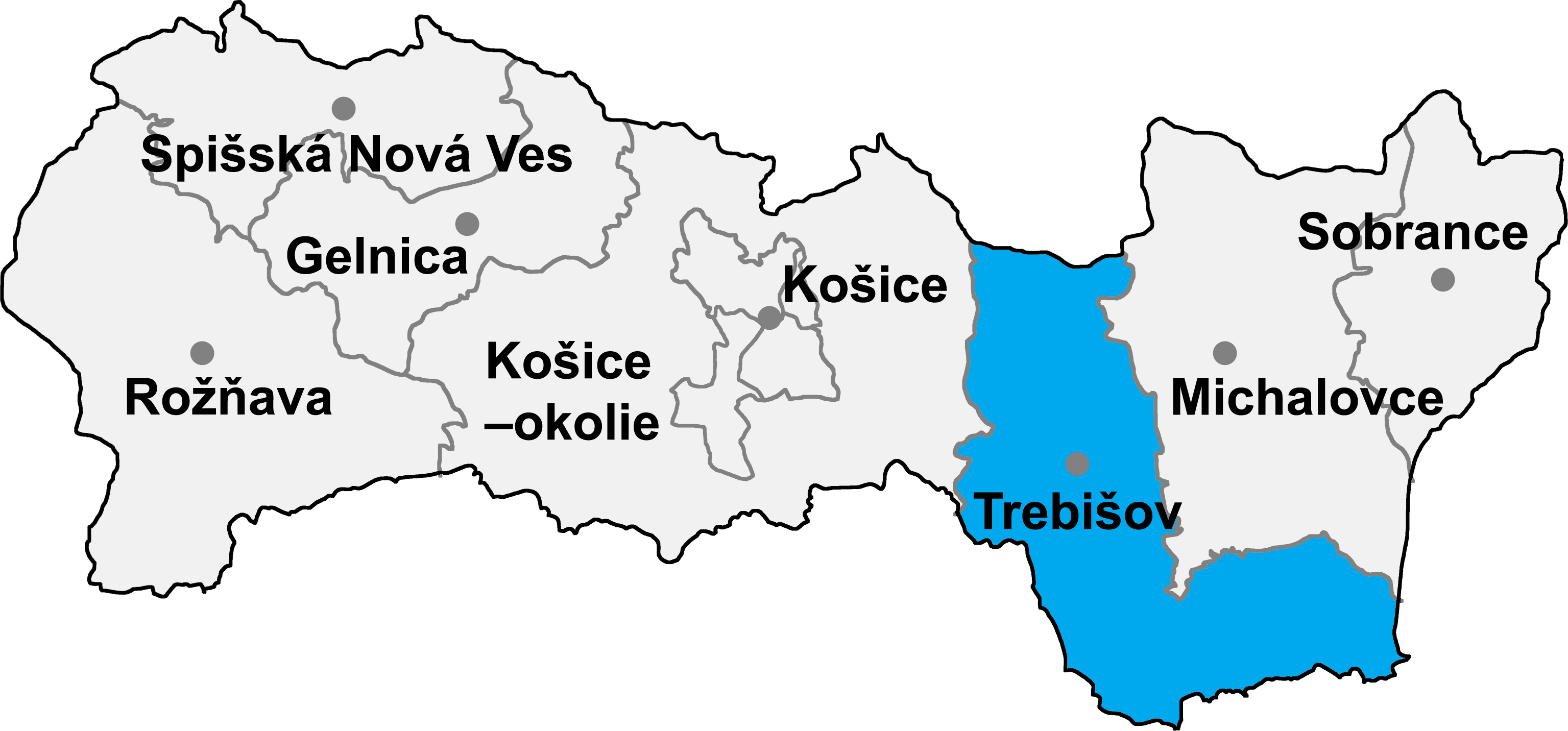
トレビショフ郡の位置

ヴォイチツェ（スロバキア語: Vojčice、[ˈʋɔjtʃitsɛ]；ハンガリー語: Vécse）とは、スロバキア南東部のコシツェ県トレビショフ郡にある村・基礎自治体である。

## 歴史
最初にその名前が歴史的記録に言及されたのは1217年のことである。

## 地理
標高111m。面積は17.896 km²。人口は2018年12月31日現在で2186人。

## 民族構成
97%がスロバキア人。

## 施設
図書館、ジム、サッカー場、映画館がある。

## 著名な出身者
- リア・デ・プッティ - 女優